# Tasmanoonops insulanus
Tasmanoonops insulanus là một loài nhện trong họ Orsolobidae.
Loài này thuộc chi Tasmanoonops. Tasmanoonops insulanus được Raymond Robert Forster & Norman I. Platnick miêu tả năm 1985.